# Hydropsyche plana
Hydropsyche plana là một loài Trichoptera trong họ Hydropsychidae. Chúng phân bố ở miền Cổ bắc.